# Margaret Colin
Pour les articles homonymes, voir Colin.
Margaret Colin est une actrice américaine née le 26 mai 1958 à Brooklyn, New York (États-Unis).

## Biographie
D'origine irlandaise, Margaret Colin est la fille d'un officier de police de la ville de New York. Sa carrière d'actrice débute après avoir été diplômée de l'Université Hofstra en 1976.
L'actrice alterne aussi bien les premiers rôles que les seconds, au cinéma ou à la télévision. Parmi les plus connus, pour le cinéma : Dangereuse sous tous rapports, jouant aux côtés de Melanie Griffith, Trois Hommes et un bébé, remake de Trois hommes et un couffin, La Femme du boucher, où elle joue aux côtés de Demi Moore, Independence Day, où elle joue la conseillère du Président des États-Unis, Infidèle, remake de La Femme Infidèle, où elle joue aux côtés de Diane Lane, Richard Gere et Olivier Martinez et Des étoiles plein les yeux où elle incarne la mère de Katie Holmes.
À la télévision, elle a joué dans plusieurs séries et téléfilms.
Margaret Colin est une militante pro-vie et fait partie de l'association Feminists for Life
Vie privée
Époux : Justin Deas (m. 1988)
Enfants : Sam Deas, Joseph Deas

## Filmographie

### Années 1979-1989
- 1979-1980 : The Edge of Night (série télévisée) : Paige Madison
- 1981-1983 : As the World Turns (série télévisée) : Margo Montgomery Hughes n°1
- 1985 : Foley Square (série télévisée) : assistante. D.A. Alex Harrigan
- 1986 : Rose bonbon (Pretty in Pink) d'Howard Deutch : prof d'anglais
- 1986 : Dangereuse sous tous rapports (Something Wild) de Jonathan Demme : Irene
- 1987 : Le Retour de Sherlock Holmes (The Return of Sherlock Holmes) de Kevin Connor (téléfilm) : Jane Watson
- 1987 : Étalage public (Warm Hearts, Cold Feet) de James Frawley (téléfilm) : Amy Webster
- 1987 : Mon père c'est moi (Like Father Like Son) de Rod Daniel : Ginnie Armbruster
- 1987 : Trois Hommes et un bébé (3 Men and a Baby) de Leonard Nimoy : Rebecca
- 1987 : Détective de choc (Leg Work) (série télévisée) : Claire McCarron (#10 épisodes, 1987)
- 1988 : Magnum (Magnum, P.I.) (série télévisée) : Connie Northop (#1 épisode, 1988)
- 1989 : Coupable Ressemblance (True Believer) de Joseph Ruben : Kitty Greer
- 1989 : Traveling Man d'Irvin Kershner (téléfilm) : Joanna Reath

### Années 1990-1999
- 1990 : Good Night, Sweet Wife: A Murder in Boston (téléfilm) de Jerrold Freedman : Michelle Caruso
- 1990 : Martians Go Home de David Odell : Sara Brody
- 1991 : Sibs (série télévisée) : Audie
- 1991 : La Femme du boucher (The Butcher's Wife) de Terry Hughes : Robyn Graves
- 1993 : Amos et Andrew (Amos & Andrew) de E. Max Frye : Judy Gillman
- 1994 : Related by Birth de Will Mackenzie (téléfilm) : Audie
- 1994 : Terminal Velocity de Deran Sarafian : Joline "Jo"
- 1995 : Chicago Hope : La Vie à tout prix (Chicago Hope) (série télévisée) : Dr. Karen Antonovich (#5 épisodes, 1995)
- 1995 : In the Shadow of Evil de Daniel Sackheim (téléfilm) : Dr. Molly Nostrand
- 1995 : The Wright Verdicts (série télévisée) : Sandy Hamor (1 episode, 1995)
- 1996 : Independence Day de Roland Emmerich : Constance Spano
- 1996 : Milk & Money de Michael Bergmann : Lorraine
- 1997 : Ennemis rapprochés (The Devil's Own) d'Alan J. Pakula : Sheila O'Meara
- 1997 : À l'heure des adieux (Time to Say Goodbye?) de David Hugh Jones : Kristen Hamstra
- 1998 : The Adventures of Sebastian Cole de Tod Williams : Joan Cole
- 1999 : Un instant de panique (Hit and Run) de Dan Lerner (téléfilm) : Joanna Kendall
- 1999 : Vote sous influence (Swing Vote) de David Anspaugh (téléfilm) : Linda Kirkland
- 1999 : Un agent très secret (Now and Again) (série télévisée) : Lisa Wiseman

### Années 2000-2009
- 2000 : Ce que veulent les femmes (What Women Want) de Nancy Meyers : une femme au téléphone dans une galerie marchande
- 2000 : Madigan de père en fils (Madigan Men) (série télévisée) : Vonda Madigan
- 2001 : Private Lies de Sherry Horman (téléfilm) : Ellen
- 2001 : Une nouvelle vie (The Familiar Stranger or My husband's double life[1]) d'Alan Metzger (téléfilm) : Elizabeth 'Peachy' Welsh
- 2001 : La Robe de mariée (The Wedding Dress) de Sam Pillsbury (téléfilm) : Madeline Carver
- 2002 : Blue Car de Karen Moncrieff : Diane
- 2002 : Infidèle (Unfaithful) d'Adrian Lyne : Sally
- 2003 : New York, unité spéciale (Law & Order : Special Victims Unit) (série télévisée) : Mrs. Krug (saison 4, épisode 16)
- 2003 : Remembering Charlie de Graeme Clifford (téléfilm) : Lori Aiken
- 2004 : New York, section criminelle (série télévisée) : Dr. Eloise Barnes (saison 3, épisode 15)
- 2004 : Des étoiles plein les yeux (First Daughter) de Forest Whitaker : Melanie Mackenzie
- 2006 : A Broken Sole d'Antony Marsellis : Nan
- 2007 : Happenstance de Joyce Dragonosky : Beth
- 2007 - 2012 : Gossip Girl (série télévisée) : Eleanor Waldorf, mère de Blair
- 2008 : Manipulation (Deception) de Marcel Langenegger : Mrs. Pomerantz
- 2008 : The Missing Person de Noah Buschel : Lana Cobb
- 2009 : iMurders de Robbie Bryan : Carol Uberoth

### Années 2010-aujourd'hui
- 2010 : New York, police judiciaire (saison 20, épisode 17) : Mary Markson
- 2010 : Medium (saison 6, épisode 22) : Kelly Shuler
- 2012 : Blue Bloods (série télévisée) (saison 2, épisode 16) : Melanie Maines
- 2013 : The Good Wife (série télévisée) (saison 4, épisode 13) : Rochelle, avocate
- 2013 : Elementary (série télévisée) : (saison 2, épisode 8) Natalie Gale
- 2014 : Gotham (série télévisée) : (saison 1, épisode 5) Taylor Reece
- 2015 : Madam Secretary (série télévisée) : (saison 2, épisode 6) Judith Fanning
- 2017 : Shades of Blue (série télévisée) : (saison 2) La femme de Wozniak
- 2019 : The I-Land (série Netflix)
- 2020 : Chicago Med : Carol
- 2021 : Gossip Girl : Eleanor Waldorf-Rose (saison 1, épisode 10)
- 2022 : Trois frères, Noel et un couffin 1 de Terry Ingram : Barbara Brenner
- 2022 : Trois frères, Noel et un couffin 2 de Terry Ingram : Barbara Brenner